# Mácsai János
Mácsai János (Budapest, 1959. június 5. –) magyar zenetörténész, hangszer-restaurátor. Mácsai István festőművész fia, Mácsai Pál színművész bátyja.
1987-ben szerzett diplomát a budapesti Zeneakadémia Zenetudományi szakán. A hangszerrestaurálást hollandiai ösztöndíjas tanulmányai során sajátította el. Elvégezte a Zeneakadémia doktori iskoláját, majd a Magyar Tudományos Akadémia Zenetudományi Intézetében dolgozott.